# Apolo (Bolivie)
Pour les articles homonymes, voir Apolo.
Apolo est une localité du département de La Paz en Bolivie et le chef-lieu de la province de Franz Tamayo. Sa population s'élevait à 2 123 habitants en 2001.

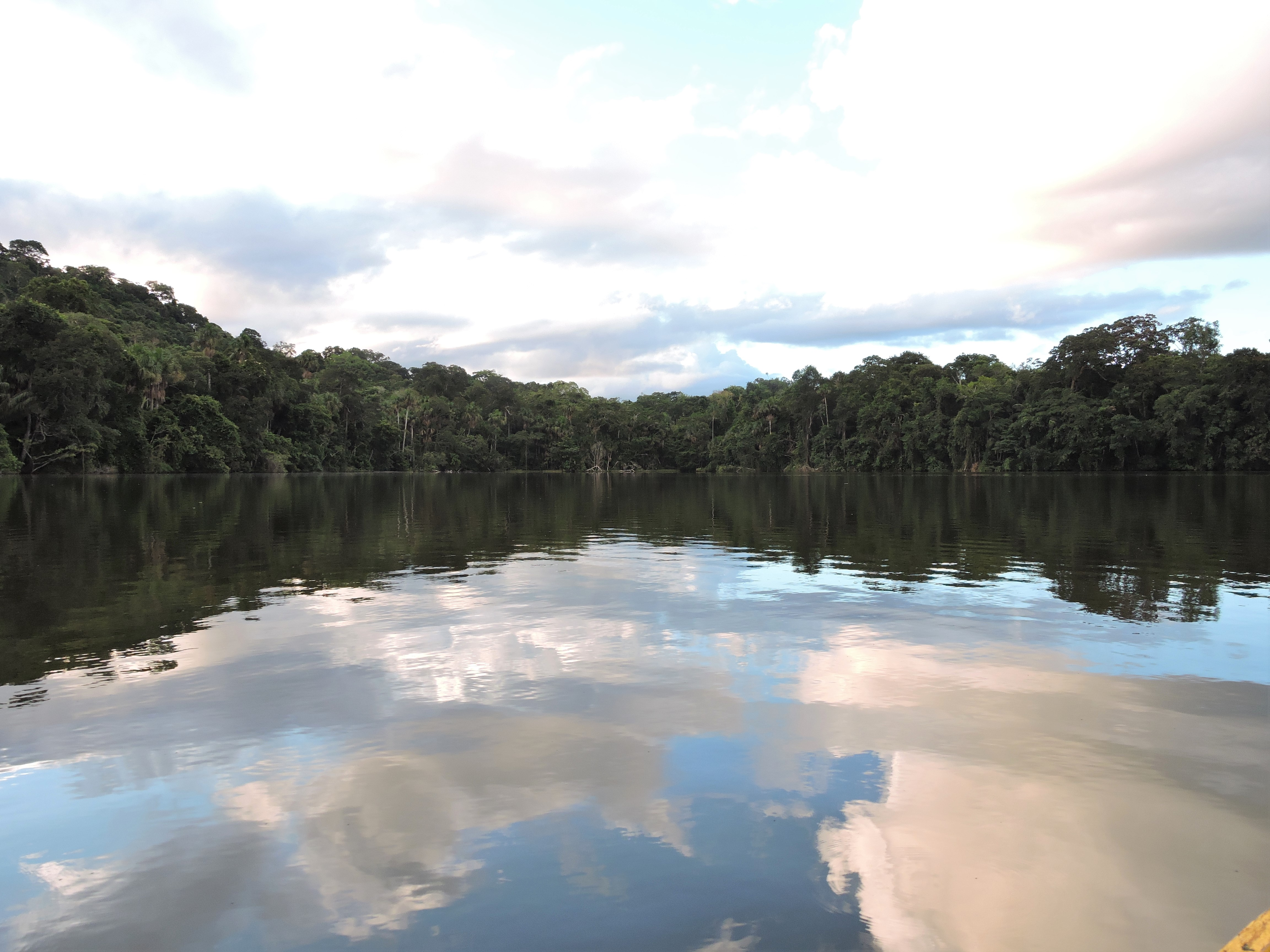
Vue du Lac Chalalán au nord de la commune.